# Còdol de Makapansgat
El còdol de Makapansgat és una pedra amb uns patrons naturals de desgast que fan que s'hi pugui intuir un rostre humà, de fet se n'hi poden intuir més d'un. La seva excepcionalitat rau en el fet que va ser trobat en un context d'australopitecs (aprox. 3.000.000 BP) i ha fet créixer les especulacions sobre si aquells homínids l'haurien conservat com a una peça simbòlica.
Alguns estudiosos argumenten que és el manuport (objecte d'origen natural traslladat deliberadament del seu entorn original per una persona) més antic conegut.

## Descripció
El còdol de Makapansgat és un còdol de jasperita de 260 grams. La seva mida és de 8,3 cm de llarg, 7 cm d'ample i 3,8 cm de gruix.

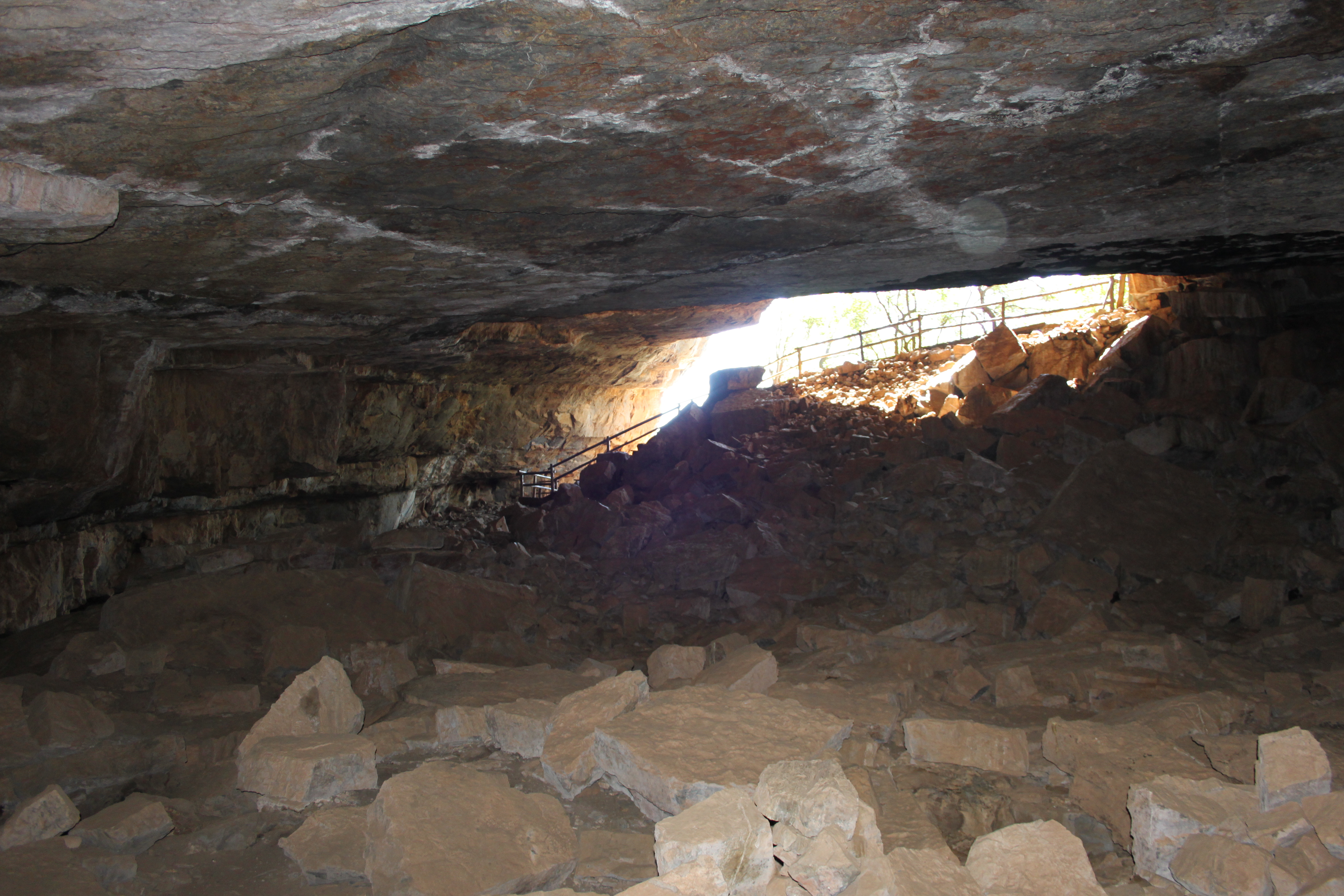
Cova de Makapansgat.

El còdol va ser trobat l'any 1925 en una cova de dolomita a la vall de Makapan, al nord de Mokopane, Sud-àfrica, per un mestre d'escola local Wilfred Eitzman. És important destacar que es va trobar a 4,8 km de la font natural més propera possible (32 km segons Dart). El jaciment també contenia ossos d'Australopitec, atribució que més tard s'ampliaria a d'altres homínids primerencs).
El còdol i totes les seves marques s'han format de manera natural mitjançant processos geològics. No s'hi ha detectat cap rastre de modificació artificial.

## Interpretació
Tot i que definitivament el còdol no és un objecte manufacturat, s'ha suggerit que alguns homínids hi haurien vist una cara simbòlica i se l'haurien endut a la cova. Si fos així seriem al davant de l'exemple més antic de pensament simbòlic o sentit estètic de l'herència humana.
El còdol havia estat descrit a la literatura i va aparèixer al programa de televisió The Roots of Art el novembre de 1967, abans de guanyar-se una nova atenció el 1974 quan l'antropòleg australià Raymond Dart (que l'havia vist per primera vegada poc després de ser trobat) va publicar-ne una nova interpretació. Mentre que Eitzman ja havia suggerit que el còdol havia estat portat a la cova a causa de la semblança amb una cara, Dart va saber reconèixer-hi altres cares quan la pedra es mira des de diferents angles.
El còdol de Makapansgat no es pot veure com a art si s'utilitza una definició habitual del terme, ja que l'objecte es va trobar i no es va fer. No obstant això, que un australopitec hagués reconegut una cara revelaria que els primers homínids tenien capacitat de pensament simbòlic, necessari per al desenvolupament de l'art i el llenguatge.

## Polèmica
Encara no és clar si els primers homínids van veure realment aquest objecte com a una cara, així com si li tenien especulacions màgiques o simplement van gaudir del còdol. Els factors que s'afegeixen a la incertesa que envolta la peça és el context de la troballa, ja que no sabem exactament on es va trobar dins la cova, ni l'espècie d'homínid dels ossos que s'hi relacionen, i ni tan sols si aquests ossos havien estat introduïts a la cova per altres animals.